# Luís Martins
Luís Carlos Ramos Martins (Lamego, 10 giugno 1992) è un calciatore portoghese, difensore svincolato.

## Palmarès

### Competizioni nazionali
- Canadian Championship: 2

Vancouver Whitecaps: 2022, 2023